# Paula von Bülow
Wilhelmine Pauline (Paula) Elisabeth Marianne Julie Luise Karoline von Bülow (Pseudonym: G. von der Elda; * 30. September 1833 in Berlin als Paula Gräfin von Linden; † 7. Juni 1920 in Dresden) war Dichterin und Malerin sowie Oberhofmeisterin der vormaligen Großherzogin von Mecklenburg-Schwerin.

## Leben
Bülow entstammt väterlicherseits dem Adelsgeschlecht Linden, welches seinen Ursprung im Hochstift Lüttich hatte. Ihr Vater war der Diplomat Franz a Paula Graf von Linden (1800–1888), ihre Mutter Marie, geb. Freiin von Hügel (1807–1886). Sie wuchs in Wien auf und heiratete am 25. September 1858 in Berlin Bernhard Friedrich Ferdinand Carl von Bülow, Großherzoglicher mecklenburg-vorpommerscher Kammerherr und Legationsrat, Gesandter am Deutschen Bundestag in Frankfurt am Main. Die Trauung in der Matthäuskirche wurde von Carl Büchsel vorgenommen. 
Bülow war ab 1868 Oberhofmeisterin der vormaligen Großherzogin von Mecklenburg-Schwerin am Schweriner Hof. Später war sie über zehn Jahre in Venedig, dann in Graz. Mit dem Werk Aus verklungenen Zeiten: Lebenserinnerungen 1833–1920 wurden ihre Memoiren veröffentlicht.
Bülow hatte mit Bernhard Friedrich Ferdinand Carl von Bülow von Bülow drei Kinder: Marie-Louise (* 1859), später verheiratete von Gundlach, Ilsabe (* 1861), später verwitwete von Ferber, verheiratete von Arenstorff sowie Franz Joseph von Bülow.

## Schriften (Auswahl)
- Lieder und Worte, Gustav Brauns, Leipzig, 1893.
- New Songs and Poems. Lieder in englischer Sprache, 1894.
- Allen und Wenigen, Fritz Eckardt, Leipzig, 1912.
- Plaudereien und Gedichte in Prosa, O. W. Barth, Leipzig, 1913.
- Lieder vom Leid, Xenien-Verlag, Leipzig.
- Sonette, Verlag Holze & Pahl, Dresden, 1916.
- Aus verklungenen Zeiten: Lebenserinnerungen 1833–1920. Hrsg. von Johannes Werner. Leipzig, 1924 (Digitalisat).